# Athyrium tsusimense
Athyrium tsusimense là một loài dương xỉ trong họ Athyriaceae. Loài này được Koidz. mô tả khoa học đầu tiên năm 1930.
Danh pháp khoa học của loài này chưa được làm sáng tỏ. 